# 自主独立路線
自主独立路線（じしゅどくりつろせん）とは、中ソ対立においてソビエト連邦共産党と中国共産党双方に与せず、独自方針をとる共産党・社会主義政党の路線である。
日本では特に1961年以降の日本共産党の政党外交路線をさし、「他国の共産党には従属せず、日本革命の責任は日本共産党が負う」というもの。

## 概要
もともと日本共産党は、親ソ連派、親中共派を抱えていたが、「五〇年問題」と呼ばれる1950年からの党の分裂を回復する過程でソ連からの干渉があったことや、1964年に部分的核実験禁止条約への態度をめぐって党の決定から離反した、衆議院議員であった志賀義雄たちの結成した「日本のこえ」グループをソ連が全面的に支援したこともあり、1960年代前半の中ソ対立を背景に、党としては次第に両者と距離を置くようになった。加えて、文化大革命最中の1966年、中国共産党から毛沢東思想を強要され、毛沢東思想を受容する分派が育成されると、日中の共産党の対立は決定的となった。また、朝鮮労働党とは、1960年代末期に宮本顕治・金日成会談で朝鮮の南進政策を批判したころから関係がこじれ、1970年代後半に関係が断絶、1983年のラングーン事件を機に公然と対立関係となり、その後関係断絶状態が継続している（ただ、朝鮮総連の徐萬述中央常任委員会議長が死去した際には弔電を送っている）。
なお、冷戦時代、ユーゴスラビア共産主義者同盟の自主管理社会主義（チトー主義）やルーマニア共産党なども同様の対ソ自立路線をとっていたが、日本共産党はこれを自主独立として支持した。他には、ベトナム、キューバなどの共産主義政権党や、ネパール共産党統一マルクス・レーニン主義派などの資本主義国の共産主義政党、フランス・イタリアなどの西欧諸国の党とも交流があった。また、結党時は「修正主義」と非難していたデンマーク社会主義人民党などとも関係を樹立している。また、インド共産党・インド共産党（マルクス主義）の双方と関係を持っている。なお、朝鮮労働党の主体思想は金日成崇拝を正当化するものであるとして、非難している。
その後、中国共産党との関係も改善され理論交流なども行なわれたが、2019年以降は再び「大国主義、覇権主義」と批判するなど関係が悪化している。